# 東京市
東京市（とうきょうし）は、日本にかつて存在した東京府の市。
1889年（明治22年）に東京府（現・東京都）東部の15区を区域として設立された。1932年（昭和7年）に近隣5郡60町22村を編入して35区となり、最終的な市域は、現在の東京都区部（東京23区）に相当した。1943年（昭和18年）の東京都制施行により、東京府と統合されて東京都となった。
東京市が存在していた時期以外の旧東京市地域の歴史については、東京都の歴史を参照。

## 歴史

### 前史

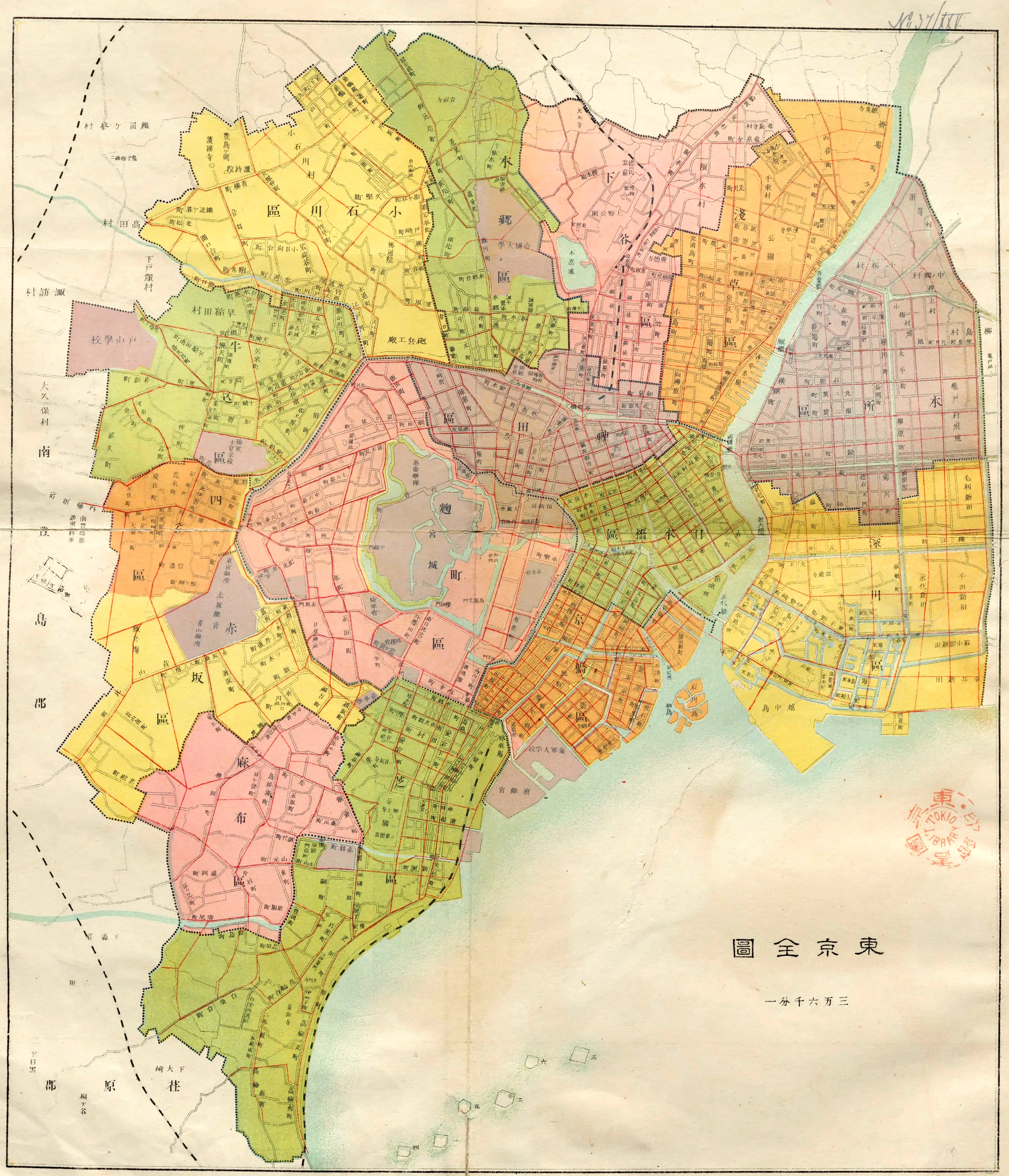
1891年の東京市の区画図

1878年（明治11年）11月2日、東京府における郡区町村編制法の施行により、府税収入の多い地域を吟味選定のうえ、同法第2条の定めるところに従って旧幕時代の地称を付し、麹町区・神田区・日本橋区・京橋区・芝区・麻布区・赤坂区・四谷区・牛込区・小石川区・本郷区・下谷区・浅草区・本所区・深川区の15区（東京15区）を設けた。
同時に、江戸四宿と呼ばれた品川宿、内藤新宿、板橋宿、千住宿という4箇所の市街地に隣接する旧街道宿場および農村部に荏原郡・南豊島郡・東多摩郡・北豊島郡・南足立郡・南葛飾郡の6郡を置いた。
1888年（明治21年）4月、市制・町村制が公布され、翌年の施行に向けて準備が開始された。同年8月には東京市区改正条例が公布され、政府の機関として東京市区改正委員会（委員長・芳川顕正元東京府知事）が置かれる。

### 市制施行
1889年（明治22年）5月1日、東京府における市制・町村制の施行により、東京府は郡区町村編制法による東京15区の区域を若干変更して東京市を設け、区部の財産管理を移掌した。
東京市の市制は、同3月公布法律12号「市制中東京市京都市大阪市二特例ヲ設クルノ件」（市制特例）によって一般市とは一部異なる変則的な市制だった。東京府知事および府書記官が市長を兼務しており、市役所も市職員も置かれなかった。その一方で従来の15区はそれぞれ単独で区会（議会）を持ち、東京市の下位の自治体とされた。同年12月には市章を制定した。
1894年（明治27年）、麹町区有楽町（現・千代田区丸の内三丁目）にドイツ・ルネサンス様式の鉄骨レンガ造2階建の東京市役所が完成する。このときの建物は戦災で焼失し、東京市が東京都に改編された第二次大戦後の1957年に東京都庁新庁舎に建て替えられ、1991年の東京都庁移転後の現在は東京国際フォーラムに建て替えられている。
1895年（明治28年）頃から、東京府と東京市の二重行政が問題視され、東京市廃止の議論が始まる。
1898年（明治31年）10月1日、東京・大阪両市有志同盟の請願が結実し「市制特例撤廃法」が成立、東京市に一般市制が施行され、東京府庁内に市役所が開かれた。府知事の市長兼務は廃止されて、東京市長は市会が3名推薦して、政府がその中から1人を市長に任命する制度となり、初代市長には松田秀雄が任命された。1926年（大正15年・昭和元年）からは市議の互選により市長が選出されるようになった（詳細は「東京都知事一覧」を参照）。

### 市域拡張

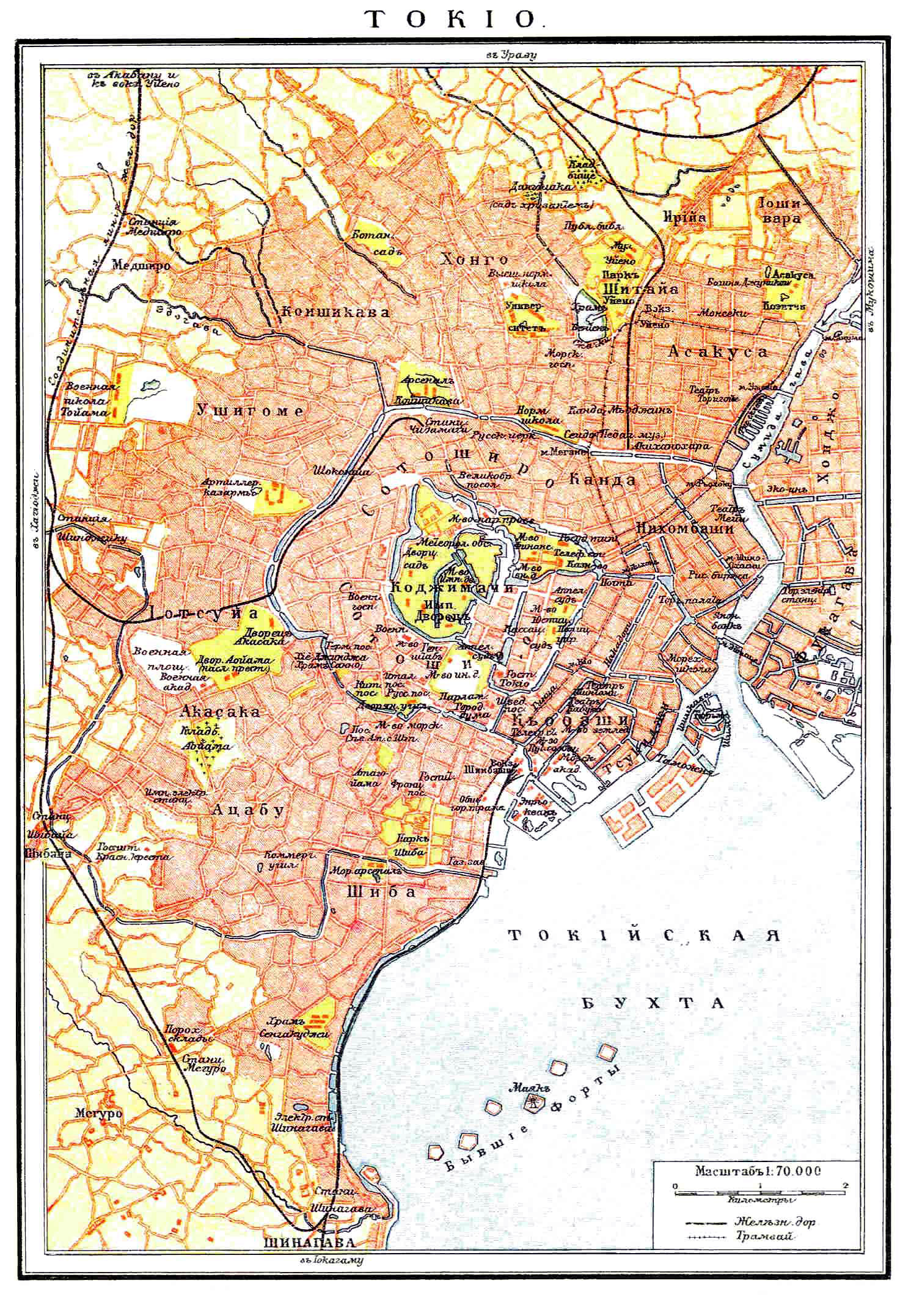
1907年以前の東京市地図（ブロックハウス・エフロン百科事典）

日露戦争を機に日本が世界の一等国の仲間入りをしたという自負が国民の中に生まれた。また日露戦争により日本は軽工業から重工業に産業の中心が移り、東京～横浜間には徐々に京浜工業地帯が形成されはじめた。東京市の人口は日露戦争終戦直後の1906年（明治39年）に初めて200万人を突破したが、1908年（明治41年）の約219万人をピークに1913年（大正2年）には約205万人に減少した。そうした中でも東京市周辺の人口は増加を続けており、市内と周辺で相反する状況になった（詳細は国勢調査以前の日本の人口統計を参照）。
大正年間に入る頃から大東京という表現が見られるようになったが、それは多くの場合、従来の東京市（15区）と近隣5郡（荏原郡・豊多摩郡・北豊島郡・南足立郡・南葛飾郡の各全域。豊多摩郡は南豊島郡と東多摩郡が1896年（明治29年）に合併して成立）の町村に、しばしば北多摩郡砧村・千歳村を加えた地域を指していた。これは現在の東京都区部（東京23区）の区域に相当する。
1914年（大正3年）7月28日に第一次世界大戦が勃発（1918年（大正7年）11月11日終結）、これにより日本は1915年（大正4年）下半期から大戦景気に沸き、市内も周辺も人口が増加し、大戦景気は1920年（大正9年）3月まで続いた。同年4月1日に豊多摩郡内藤新宿町を四谷区へ編入。同年10月1日に行われた第1回国勢調査では、東京市の人口は約217万人だった。
1922年（大正11年）4月24日には旧都市計画法に基づき、当時の交通手段で東京駅から1時間の範囲、半径約16kmの範囲を目安に「東京都市計画区域」が定められた。その区域は上記の「大東京」の範囲と一致する。同年10月2日には、当市を含む人口の多い6市が六大都市となった。
1923年（大正12年）9月1日に関東大震災（関東地震）が発生、東京市も被災し特に下町が大打撃を受けた。この影響で東京市の人口は減少し、1925年（大正14年）10月の第2回国勢調査では、同年4月に第二次市域拡張を実施した大阪市に人口・面積ともに抜かれてしまった。1930年（昭和5年）10月の第3回国勢調査では、人口200万人台を回復したものの、大阪市との差が拡大する結果となった（詳細は都道府県庁所在地と政令指定都市の人口順位を参照）。結局、当初の市域のままの東京市が大阪市を抜き返すことはなかった。
1932年（昭和7年）10月1日、東京市は市域拡張を実施し、近隣5郡60町22村を編入して新たに20区を置き、東京35区となった。当時の藤沼庄平府知事と永田秀次郎市長が進めた35区制は、人口密集とライフラインの脆弱性から戦後間もない頃、なくもがな、とも評された。1936年（昭和11年）10月1日に北多摩郡砧村・千歳村を世田谷区へ編入し、現在の東京都区部の範囲が確定した。
1936年（昭和11年）、国際オリンピック委員会（IOC）により1940年東京オリンピックの開催が決定された。その後、開催の準備が進められたが、日中戦争（支那事変）の勃発や、物資や兵士を取られる軍部の反対などから、日本政府は1938年（昭和13年）7月に開催権を返上した。

### 廃止
第二次世界大戦中の1943年（昭和18年）7月1日に内務省主導で東京都制が施行され、東京府と東京市が廃止されて東京都が設置されるとともに、旧東京府庁と旧東京市役所の機能は東京都庁に移された。東京都と旧東京府は管轄区域が同じであるため、旧東京府域を指す呼称に「東京都」を用いることができる一方、旧東京市域を指す呼称がなくなり、「東京都区部」と称することになった。
旧東京市35区は、従来どおり議会（区会）をもつ自治体としての性格を保ちながらも東京都の直轄下の区とされ、従来は東京市の吏員が任命されていた区長には官吏が任命されることとなり、東京都長官の指揮監督を通じて内務省による統制が強化された。
終戦後の1947年（昭和22年）3月15日、旧来の東京35区は東京22区に再編され、同年5月3日の地方自治法施行により同法の定める特別区となった。同年8月1日に旧練馬町ほか4村の区域が板橋区から分離して練馬区が成立、東京23区となって現在に至っている。

## 行政区画

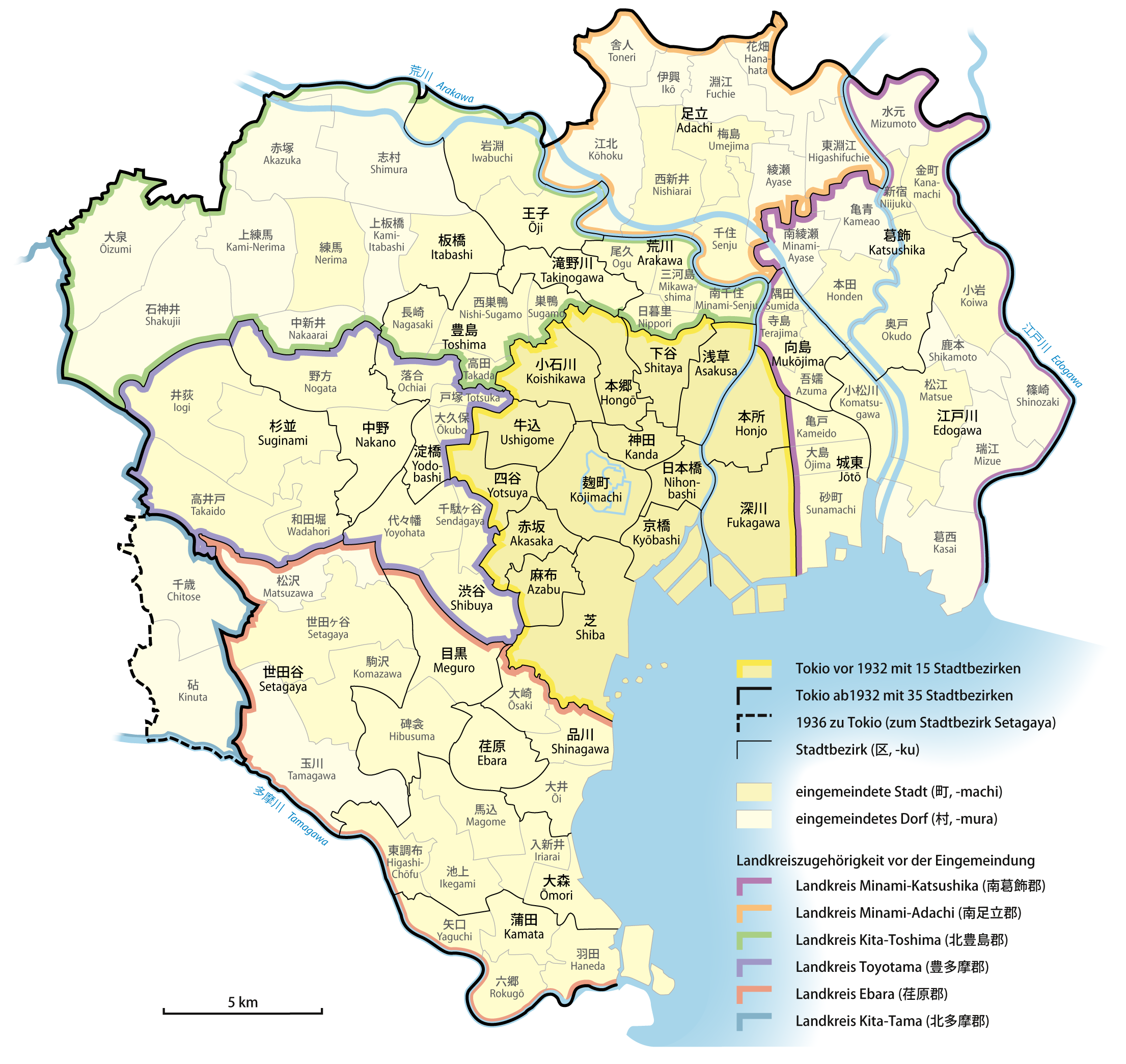
1932年（昭和7年）・1936年（昭和11年）近隣町村編入図

- 1878年（明治11年）7月22日 - 郡区町村編制法により以下の15区が編成される。

麹町区・神田区・日本橋区・京橋区・芝区・麻布区・赤坂区・四谷区・牛込区・小石川区・本郷区・下谷区・浅草区・本所区・深川区
- 1889年（明治22年）5月1日 - 15区の区域で市制施行。

郡区町村編制法の15区とは範囲が若干異なる（詳細は東京15区#明治22年（1889年）の15区を参照）。
- 1898年（明治31年）10月1日 - 一般市制を施行。
- 1920年（大正9年）4月1日 - 豊多摩郡内藤新宿町を四谷区に編入。
- 1932年（昭和7年）10月1日 - 近隣5郡60町22村を編入、以下の20区を新たに編成[8]。

旧・荏原郡 - 品川区・荏原区・目黒区・大森区・蒲田区・世田谷区
旧・豊多摩郡 - 渋谷区・淀橋区・中野区・杉並区
旧・北豊島郡 - 豊島区・滝野川区・荒川区・王子区・板橋区
旧・南足立郡 - 足立区
旧・南葛飾郡 - 向島区・城東区・葛飾区・江戸川区
- 1936年（昭和11年）10月1日 - 北多摩郡砧村・千歳村を世田谷区に編入。
- 1943年（昭和18年）7月1日 - 東京都制により東京府と統合されて東京市は廃止。35区は東京都の行政区となる。

### 区の変遷一覧
- ■ … 発足時の15区（のちに全て再編）
- ■ … 新設の20区（のちに9区は再編、11区は存続）
- ■ … 発足時の15区（■）の全てと新設の20区（■）のうち9区を再編した11区、および、分区された1区（練馬区）

| 1889年～ （明治22年～） | 1889年～ （明治22年～） | 1920年～ （大正9年～） | 1920年～ （大正9年～） | 1932年～ （昭和7年～） | 1936年～ （昭和11年～） | 1947年～ （昭和22年～） |
| ----------------------- | ----------------------- | ---------------------- | ---------------------- | ---------------------- | ----------------------- | ----------------------- |
| 麹町区                  | 麹町区                  | 麹町区                 | 麹町区                 | 麹町区                 | 麹町区                  | 千代田区                |
| 神田区                  |                         |                        |                        |                        |                         | 千代田区                |
| 日本橋区                | 日本橋区                | 日本橋区               | 日本橋区               | 日本橋区               | 日本橋区                | 中央区                  |
| 京橋区                  |                         |                        |                        |                        |                         | 中央区                  |
| 芝区                    | 芝区                    | 芝区                   | 芝区                   | 芝区                   | 芝区                    | 港区                    |
| 麻布区                  |                         |                        |                        |                        |                         | 港区                    |
| 赤坂区                  |                         |                        |                        |                        |                         | 港区                    |
| 四谷区                  | 四谷区                  | 四谷区                 | 四谷区                 | 四谷区                 | 四谷区                  | 新宿区                  |
| 豊多摩郡内藤新宿町      |                         | 四谷区                 | 四谷区                 | 四谷区                 | 四谷区                  | 新宿区                  |
| 牛込区                  |                         |                        |                        |                        |                         | 新宿区                  |
| 豊多摩郡淀橋町          | 豊多摩郡淀橋町          | 豊多摩郡淀橋町         | 豊多摩郡淀橋町         | 淀橋区                 | 淀橋区                  | 新宿区                  |
| 豊多摩郡大久保町        |                         |                        |                        | 淀橋区                 | 淀橋区                  | 新宿区                  |
| 豊多摩郡戸塚町          |                         |                        |                        | 淀橋区                 | 淀橋区                  | 新宿区                  |
| 豊多摩郡落合町          |                         |                        |                        | 淀橋区                 | 淀橋区                  | 新宿区                  |
| 小石川区                | 小石川区                | 小石川区               | 小石川区               | 小石川区               | 小石川区                | 文京区                  |
| 本郷区                  |                         |                        |                        |                        |                         | 文京区                  |
| 下谷区                  | 下谷区                  | 下谷区                 | 下谷区                 | 下谷区                 | 下谷区                  | 台東区                  |
| 浅草区                  |                         |                        |                        |                        |                         | 台東区                  |
| 本所区                  | 本所区                  | 本所区                 | 本所区                 | 本所区                 | 本所区                  | 墨田区                  |
| 南葛飾郡寺島町          | 南葛飾郡寺島町          | 南葛飾郡寺島町         | 南葛飾郡寺島町         | 向島区                 | 向島区                  | 墨田区                  |
| 南葛飾郡吾嬬町          |                         |                        |                        | 向島区                 | 向島区                  | 墨田区                  |
| 南葛飾郡隅田町          |                         |                        |                        | 向島区                 | 向島区                  | 墨田区                  |
| 深川区                  | 深川区                  | 深川区                 | 深川区                 | 深川区                 | 深川区                  | 江東区                  |
| 南葛飾郡亀戸町          | 南葛飾郡亀戸町          | 南葛飾郡亀戸町         | 南葛飾郡亀戸町         | 城東区                 | 城東区                  | 江東区                  |
| 南葛飾郡大島町          |                         |                        |                        | 城東区                 | 城東区                  | 江東区                  |
| 南葛飾郡砂町            |                         |                        |                        | 城東区                 | 城東区                  | 江東区                  |
| 荏原郡品川町            | 荏原郡品川町            | 荏原郡品川町           | 荏原郡品川町           | 品川区                 | 品川区                  | 品川区                  |
| 荏原郡大井町            |                         |                        |                        | 品川区                 | 品川区                  | 品川区                  |
| 荏原郡大崎町            |                         |                        |                        | 品川区                 | 品川区                  | 品川区                  |
| 荏原郡荏原町            | 荏原郡荏原町            | 荏原郡荏原町           | 荏原郡荏原町           | 荏原区                 | 荏原区                  | 品川区                  |
| 荏原郡目黒町            | 荏原郡目黒町            | 荏原郡目黒町           | 荏原郡目黒町           | 目黒区                 | 目黒区                  | 目黒区                  |
| 荏原郡碑衾町            |                         |                        |                        | 目黒区                 | 目黒区                  | 目黒区                  |
| 荏原郡大森町            | 荏原郡大森町            | 荏原郡大森町           | 荏原郡大森町           | 大森区                 | 大森区                  | 大田区                  |
| 荏原郡入新井町          |                         |                        |                        | 大森区                 | 大森区                  | 大田区                  |
| 荏原郡馬込町            |                         |                        |                        | 大森区                 | 大森区                  | 大田区                  |
| 荏原郡池上町            |                         |                        |                        | 大森区                 | 大森区                  | 大田区                  |
| 荏原郡東調布町          |                         |                        |                        | 大森区                 | 大森区                  | 大田区                  |
| 荏原郡蒲田町            | 荏原郡蒲田町            | 荏原郡蒲田町           | 荏原郡蒲田町           | 蒲田区                 | 蒲田区                  | 大田区                  |
| 荏原郡矢口町            |                         |                        |                        | 蒲田区                 | 蒲田区                  | 大田区                  |
| 荏原郡六郷町            |                         |                        |                        | 蒲田区                 | 蒲田区                  | 大田区                  |
| 荏原郡羽田町            |                         |                        |                        | 蒲田区                 | 蒲田区                  | 大田区                  |
| 荏原郡世田ヶ谷町        | 荏原郡世田ヶ谷町        | 荏原郡世田ヶ谷町       | 荏原郡世田ヶ谷町       | 世田谷区               | 世田谷区                | 世田谷区                |
| 荏原郡駒沢町            |                         |                        |                        | 世田谷区               | 世田谷区                | 世田谷区                |
| 荏原郡松沢村            |                         |                        |                        | 世田谷区               | 世田谷区                | 世田谷区                |
| 荏原郡玉川村            |                         |                        |                        | 世田谷区               | 世田谷区                | 世田谷区                |
| 北多摩郡砧村            |                         |                        |                        |                        | 世田谷区                | 世田谷区                |
| 北多摩郡千歳村          |                         |                        |                        |                        | 世田谷区                | 世田谷区                |
| 豊多摩郡渋谷町          | 豊多摩郡渋谷町          | 豊多摩郡渋谷町         | 豊多摩郡渋谷町         | 渋谷区                 | 渋谷区                  | 渋谷区                  |
| 豊多摩郡千駄ヶ谷町      |                         |                        |                        | 渋谷区                 | 渋谷区                  | 渋谷区                  |
| 豊多摩郡代々幡町        |                         |                        |                        | 渋谷区                 | 渋谷区                  | 渋谷区                  |
| 豊多摩郡中野町          | 豊多摩郡中野町          | 豊多摩郡中野町         | 豊多摩郡中野町         | 中野区                 | 中野区                  | 中野区                  |
| 豊多摩郡野方町          |                         |                        |                        | 中野区                 | 中野区                  | 中野区                  |
| 豊多摩郡杉並町          | 豊多摩郡杉並町          | 豊多摩郡杉並町         | 豊多摩郡杉並町         | 杉並区                 | 杉並区                  | 杉並区                  |
| 豊多摩郡和田堀町        |                         |                        |                        | 杉並区                 | 杉並区                  | 杉並区                  |
| 豊多摩郡井荻町          |                         |                        |                        | 杉並区                 | 杉並区                  | 杉並区                  |
| 豊多摩郡高井戸町        |                         |                        |                        | 杉並区                 | 杉並区                  | 杉並区                  |
| 北豊島郡巣鴨町          | 北豊島郡巣鴨町          | 北豊島郡巣鴨町         | 北豊島郡巣鴨町         | 豊島区                 | 豊島区                  | 豊島区                  |
| 北豊島郡西巣鴨町        |                         |                        |                        | 豊島区                 | 豊島区                  | 豊島区                  |
| 北豊島郡長崎町          |                         |                        |                        | 豊島区                 | 豊島区                  | 豊島区                  |
| 北豊島郡高田町          |                         |                        |                        | 豊島区                 | 豊島区                  | 豊島区                  |
| 北豊島郡滝野川町        | 北豊島郡滝野川町        | 北豊島郡滝野川町       | 北豊島郡滝野川町       | 滝野川区               | 滝野川区                | 北区                    |
| 北豊島郡王子町          | 北豊島郡王子町          | 北豊島郡王子町         | 北豊島郡王子町         | 王子区                 | 王子区                  | 北区                    |
| 北豊島郡岩淵町          |                         |                        |                        | 王子区                 | 王子区                  | 北区                    |
| 北豊島郡南千住町        | 北豊島郡南千住町        | 北豊島郡南千住町       | 北豊島郡南千住町       | 荒川区                 | 荒川区                  | 荒川区                  |
| 北豊島郡三河島町        |                         |                        |                        | 荒川区                 | 荒川区                  | 荒川区                  |
| 北豊島郡日暮里町        |                         |                        |                        | 荒川区                 | 荒川区                  | 荒川区                  |
| 北豊島郡尾久町          |                         |                        |                        | 荒川区                 | 荒川区                  | 荒川区                  |
| 北豊島郡板橋町          | 北豊島郡板橋町          | 北豊島郡板橋町         | 北豊島郡板橋町         | 板橋区                 | 板橋区                  | 板橋区                  |
| 北豊島郡上板橋村        |                         |                        |                        | 板橋区                 | 板橋区                  | 板橋区                  |
| 北豊島郡志村            |                         |                        |                        | 板橋区                 | 板橋区                  | 板橋区                  |
| 北豊島郡赤塚村          |                         |                        |                        | 板橋区                 | 板橋区                  | 板橋区                  |
| 北豊島郡練馬町          | 北豊島郡練馬町          | 北豊島郡練馬町         | 北豊島郡練馬町         | 板橋区                 | 板橋区                  | 練馬区                  |
| 北豊島郡上練馬村        |                         |                        |                        | 板橋区                 | 板橋区                  | 練馬区                  |
| 北豊島郡中新井村        |                         |                        |                        | 板橋区                 | 板橋区                  | 練馬区                  |
| 北豊島郡石神井村        |                         |                        |                        | 板橋区                 | 板橋区                  | 練馬区                  |
| 北豊島郡大泉村          |                         |                        |                        | 板橋区                 | 板橋区                  | 練馬区                  |
| 南足立郡千住町          | 南足立郡千住町          | 南足立郡千住町         | 南足立郡千住町         | 足立区                 | 足立区                  | 足立区                  |
| 南足立郡梅島町          |                         |                        |                        | 足立区                 | 足立区                  | 足立区                  |
| 南足立郡西新井町        |                         |                        |                        | 足立区                 | 足立区                  | 足立区                  |
| 南足立郡江北村          |                         |                        |                        | 足立区                 | 足立区                  | 足立区                  |
| 南足立郡舎人村          |                         |                        |                        | 足立区                 | 足立区                  | 足立区                  |
| 南足立郡伊興村          |                         |                        |                        | 足立区                 | 足立区                  | 足立区                  |
| 南足立郡淵江村          |                         |                        |                        | 足立区                 | 足立区                  | 足立区                  |
| 南足立郡東淵江村        |                         |                        |                        | 足立区                 | 足立区                  | 足立区                  |
| 南足立郡花畑村          |                         |                        |                        | 足立区                 | 足立区                  | 足立区                  |
| 南足立郡綾瀬村          |                         |                        |                        | 足立区                 | 足立区                  | 足立区                  |
| 南葛飾郡本田町          | 南葛飾郡本田町          | 南葛飾郡本田町         | 南葛飾郡本田町         | 葛飾区                 | 葛飾区                  | 葛飾区                  |
| 南葛飾郡奥戸町          |                         |                        |                        | 葛飾区                 | 葛飾区                  | 葛飾区                  |
| 南葛飾郡南綾瀬町        |                         |                        |                        | 葛飾区                 | 葛飾区                  | 葛飾区                  |
| 南葛飾郡亀青村          |                         |                        |                        | 葛飾区                 | 葛飾区                  | 葛飾区                  |
| 南葛飾郡新宿町          |                         |                        |                        | 葛飾区                 | 葛飾区                  | 葛飾区                  |
| 南葛飾郡金町            |                         |                        |                        | 葛飾区                 | 葛飾区                  | 葛飾区                  |
| 南葛飾郡水元村          |                         |                        |                        | 葛飾区                 | 葛飾区                  | 葛飾区                  |
| 南葛飾郡小松川町        | 南葛飾郡小松川町        | 南葛飾郡小松川町       | 南葛飾郡小松川町       | 江戸川区               | 江戸川区                | 江戸川区                |
| 南葛飾郡松江町          |                         |                        |                        | 江戸川区               | 江戸川区                | 江戸川区                |
| 南葛飾郡瑞江村          |                         |                        |                        | 江戸川区               | 江戸川区                | 江戸川区                |
| 南葛飾郡葛西村          |                         |                        |                        | 江戸川区               | 江戸川区                | 江戸川区                |
| 南葛飾郡鹿本村          |                         |                        |                        | 江戸川区               | 江戸川区                | 江戸川区                |
| 南葛飾郡篠崎村          |                         |                        |                        | 江戸川区               | 江戸川区                | 江戸川区                |
| 南葛飾郡小岩町          |                         |                        |                        | 江戸川区               | 江戸川区                | 江戸川区                |

## 政治

### 東京市会
地方議会として東京市会が設置されていた。

### 不祥事
1900年（明治33年）12月22日、ガス料金値上げ問題などに関する贈収賄罪他で起訴された72名全員が有罪となった東京市会汚職事件（東京市疑獄事件）により、中心人物とされた星亨逓信相が辞職に至った（後任原敬）。
- 板舟権事件
- 京成電車疑獄事件
- 江東青果市場疑獄事件
- 円太郎汚職事件

## 教育

### 市立学校
- 学校の設置と運営については当初、東京市は初等教育機関の幼稚園と小学校を、東京府は中等教育機関の中学校と高等女学校をそれぞれ担当していたが、関東大震災後の学校不足を補うために東京市も中学校と高等女学校を設立するようになった。ナンバースクールの場合、府立は名称が「東京府立第○中学校（高等女学校）」だったのに対して市立の場合は「第○東京市立中学校（高等女学校）」だった。都制施行の際、東京市立の学校はすべて東京都に移管された。1948年（昭和23年）に幼稚園と小学校は特別区に再び移管された。

中学校
- 第一東京市立中学校 ⇒ 東京都立九段中学校 ⇒ 東京都立九段新制高等学校 ⇒ 東京都立九段高等学校 ⇒ 千代田区立九段中等教育学校
- 第二東京市立中学校 ⇒ 東京都立上野中学校 ⇒ 東京都立上野新制高等学校 ⇒ 東京都立上野高等学校
- 第三東京市立中学校 ⇒ 東京都立豊島中学校 ⇒ 東京都立文京新制高等学校 ⇒ 東京都立文京高等学校

高等女学校
- 第一東京市立高等女学校 ⇒ 東京都立深川新制高等学校 ⇒ 東京都立深川高等学校
- 東京市立忍岡高等女学校（第二市立高女）⇒ 東京都立忍岡高等学校
- 東京市立目黒高等女学校（第三市立高女）⇒ 東京都立目黒高等学校
- 第四東京市立高等女学校 ⇒ 東京都立竹台新制高等学校 ⇒ 東京都立竹台高等学校

実業学校
- 東京市立商業学校
- 東京市立京橋商業学校 ⇒ 東京市立芝商業学校 ⇒ 東京都立芝商業学校 ⇒ 東京都立芝商業新制高等学校 ⇒ 東京都立芝商業高等学校
- 東京市立四谷商業実務学校 ⇒ 東京市立四谷商業学校 ⇒ 東京都立四谷商業学校 ⇒ 東京都立四谷商業新制高等学校 ⇒ 東京都立四谷商業高等学校
- 東京市立深川商業学校
- 東京市立荒川商業学校 ⇒ 東京都立荒川商業学校 ⇒ 東京都立荒川商業新制高等学校 ⇒ 東京都立荒川商業高等学校
- 東京市向島女子商業学校 ⇒ 東京市立向島女子商業学校 ⇒ 東京都立向島女子商業学校 ⇒ 東京都立向島女子商業新制高等学校 ⇒ 東京都立向島高等学校 ⇒ 東京都立向島商業高等学校（向島工業高等学校と合併、東京都立橘高等学校へ）
- 東京市立牛込商業学校 ⇒ 東京都立牛込商業学校 ⇒ 東京都立牛込商業新制高等学校 ⇒ 東京都立牛込商業高等学校（池袋商業高等学校と合併、東京都立千早高等学校へ）
- 東京市立麻布商業学校
- 東京市杉並商業学校 ⇒ 東京市立杉並商業学校
- 東京市麹町商業学校
- 東京市立京橋実業学校 ⇒ 東京都立京橋実業学校 ⇒ 東京都立京橋新制高等学校 ⇒ 東京都立京橋商業高等学校（京橋高等学校と合併、東京都立晴海総合高等学校へ）
- 東京市立第一女子実業学校
- 東京市立浅草実務女学校 ⇒ 東京都立浅草高等実践女学校 ⇒ 東京市立浅草高等実践女学校 ⇒ 東京都立隅田女子商業学校 ⇒ 東京都立台東新制高等学校 ⇒ 東京都立台東高等学校 ⇒ 東京都立台東商業高等学校（東京都立浅草高等学校へ改組）
- 東京市本所区第一実業女学校 ⇒ 東京市本所高等実践女学校 ⇒ 東京都立本所高等実践女学校 ⇒ 東京都立本所高等女学校 ⇒ 東京都立本所新制高等学校 ⇒ 東京都立本所高等学校
- 帝都家政女学校 ⇒ 東京市立忍岡女子商業学校 ⇒ 東京都立忍岡女子商業学校 ⇒ 東京都立上野忍岡高等学校（旧・忍岡高等学校と合併、東京都立忍岡高等学校へ）
- 東京市立第四工業補習学校 ⇒ 東京市立第四実業学校 ⇒ 東京市立小石川工業学校 ⇒ 東京都立小石川工業学校 ⇒ 東京都立小石川工業新制高等学校 ⇒ 東京都立小石川工業高等学校（東京都立総合工科高等学校へ改組）
- 東京市立深川工業学校 ⇒ 東京都立深川工業学校（本所工業学校へ合併）
- 東京市立工業補修夜間学校 ⇒ 東京市立第一工業補修学校 ⇒ 東京市立第一実業学校 ⇒ 東京市立高輪工業学校 ⇒ 東京都立高輪工業学校（麻布工業学校、渋谷工業学校と合併して新制東京都立港工業高等学校へ）
- 東京市立浅草工業専修学校 ⇒ 東京市立蔵前工業学校 ⇒ 東京都立蔵前工業学校 ⇒ 東京都立蔵前工業新制高等学校 ⇒ 東京都立蔵前工業高等学校
- 桃井実業補修学校 ⇒ 東京市立杉並工業学校 ⇒ 東京都立杉並工業学校（農産化学工芸学校と合併、新制東京都立中野工業高等学校へ）
- 東京市立向島工業学校 ⇒ 東京都立向島工業学校 ⇒  東京都立向島工業新制高等学校 ⇒ 東京都立向島工業高等学校（向島商業高等学校と合併、東京都立橘高等学校へ）
- 東京市立麻布商工実務学校 ⇒ 東京市立麻布工業学校 ⇒ 東京都立麻布工業学校（高輪工業学校、渋谷工業学校と合併して新制東京都立港工業高等学校へ）
- 東京市立渋谷商業学校 ⇒ 東京都立渋谷商業学校 ⇒ 東京都立渋谷工業学校（高輪工業学校、麻布工業学校と合併して新制東京都立港工業高等学校へ）
- 東京市立蒲田工業学校 ⇒ 東京都立蒲田工業学校 ⇒ 東京都立一橋工業学校 ⇒ 東京都立神田高等学校（今川高等学校と合併、東京都立一橋高等学校へ）
- 東京市立王子工業学校 ⇒ 東京都立王子工業学校 ⇒  東京都立王子工業新制高等学校 ⇒ 東京都立王子工業高等学校（廃止）
- 東京市立城東工業学校 ⇒ 東京都立城東工業学校 ⇒  東京都立江東工業新制高等学校 ⇒ 東京都立江東工業高等学校（廃止）
- 東京市立本所区工業学校 ⇒ 東京市立本所工業学校 ⇒ 東京都立本所工業学校 ⇒ 東京都立本所工業新制高等学校 ⇒ 東京都立本所工業高等学校
- 東京市立農産化学工芸学校 ⇒ 東京都立農産化学工芸学校（杉並工業学校と合併、新制東京都立中野工業高等学校へ）

### 図書館
東京市立図書館は28館が設置され、その後の都制施行により東京都立図書館に移行したが、第二次世界大戦の激化により閉館が相次ぎ、さらに戦争末期の空襲で多くの施設や蔵書を焼失した。戦後、区部にあった都立図書館は中核的存在だった日比谷図書館を除いて各区に移管された。

### 博物館
- 東京郷土資料陳列館 - 1934年（昭和9年）、有栖川宮記念公園敷地内で開館するも戦災により荒廃し、資料は武蔵野博物館へ引き継がれた。武蔵野博物館はその後、武蔵野郷土館時代を経て江戸東京たてもの園となっている。

## 東京市の名残
東京都章及び東京都旗は旧東京市章を継承したものである。ただし現在では1989年（平成元年）に制定されたTの字を図案化した東京都シンボルマークの方が多く使われている。
1926年（大正15年）制定の「東京市歌」（作詞・高田耕甫、作曲・山田耕筰）は、1947年（昭和22年）の「東京都歌」制定後も廃止されず都歌に準じた扱いで存続している。
「都民の日」である10月1日は、一般市制による東京市発足の日にちなむものである。
警視庁の区部警察署の所轄区分は、東京35区当時の区分を踏襲している。